# Denain
Denain – miejscowość i gmina we Francji, w regionie Hauts-de-France, w departamencie Nord.

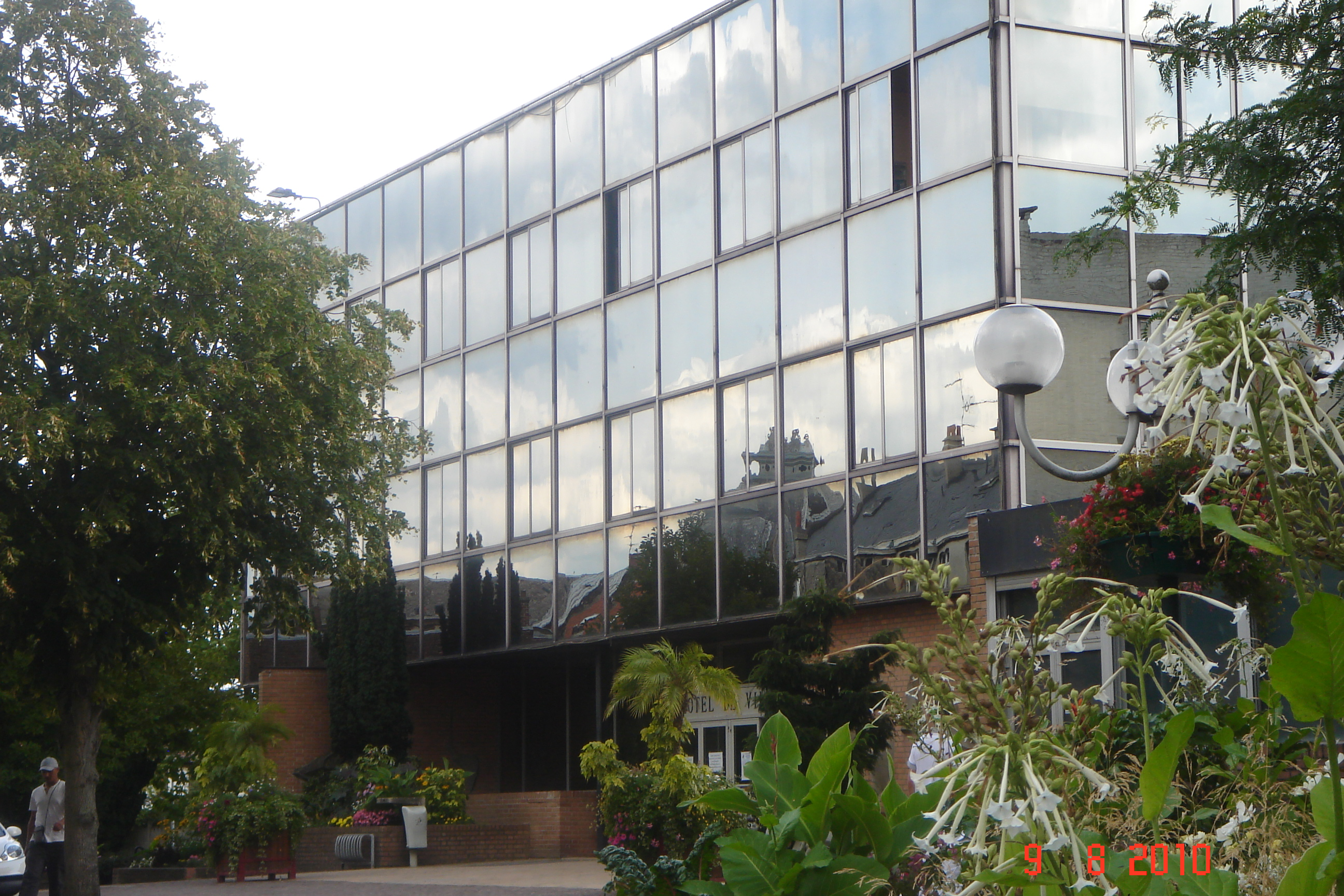
La Mairie Photo:Serge Ottaviani

Według danych na rok 1990 gminę zamieszkiwały 19 544 osoby, a gęstość zaludnienia wynosiła 1697 osób/km² (wśród 1549 gmin regionu Nord-Pas-de-Calais Denain plasuje się na 32. miejscu pod względem liczby ludności, natomiast pod względem powierzchni na miejscu 248.).

## Współpraca
Miejscowość partnerska:
- Mettet, Belgia